# Implosie

Illustratie van een explosie (boven) en implosie (onder)

Implosie is het tegenovergestelde van explosie. Implosie ontstaat door drukverschillen. De druk aan de buitenkant van het voorwerp is zoveel groter dan de druk op het samendrukbare materiaal aan de binnenzijde van het voorwerp, zodat het materiaal de druk niet meer aankan. 
Door de implosie valt het materiaal naar binnen. Door de grote snelheid die de brokken verkrijgen, vliegen ze rechtuit door, zodat de brokken toch alle kanten opvliegen, zoals bij een explosie het geval is.
Een implosie zou kunnen optreden bij een thermosfles, als het glas te dun zou zijn of bij een duikboot. Ook treedt een implosie op als een beeldbuis wordt vernietigd. In beide gevallen heerst er binnen het glas een vacuüm, zodat de luchtdruk van buiten naar binnen gericht is.
Een hoge buitendruk heeft bij niet-samendrukbaar materiaal aan de binnenzijde (vrijwel) geen effect op het volume. Een goed voorbeeld vormen levende cellen van eencellige organismen die zonder te imploderen tot op grote diepten kunnen voorkomen in de oceaan.